# 向大野新治
向大野 新治（むこおおの しんじ、1956年〈昭和31年〉 - ）は、日本の国会職員、教育者。第15代衆議院事務総長。学習院大学法学部政治学科特別客員教授。

## 来歴
福岡県生まれ。1981年（昭和56年）、東京大学法学部を卒業し、衆議院事務局へ入局。委員部、庶務部、議事部での勤務を経て、在英国日本国大使館書記官を務めたのち、衆議院議長秘書、人事課長、裁判官訴追委員会事務局長、委員部長、庶務部長、議事部長、管理部長、警務部長、憲政記念館長、事務次長などを歴任。
2014年（平成26年）6月20日、衆議院事務総長に就任。
2019年（令和元年）6月26日、衆議院事務総長を退任。同年、学習院大学へ奉職。

## 著書
- 衆議院―そのシステムとメカニズム（2002年、東信堂）ISBN 978-4-8871-3431-7
- 政治の考え方（2012年、きんざい）ISBN 978-4-3221-2170-4
- 議会学（2018年、吉田書店）ISBN 978-4-9054-9763-9
- 議会学［増補普及版］（2024年、吉田書店）ISBN　978-4-915090-22-6